# مسجد عجلون الكبير
مسجد عجلون الكبير، يُعتبر من أقدم مساجد الأردن التاريخية، بعد المسجد الحسيني في عمّان -باعتبار أن المسجد الحسيني مبني على أنقاض المسجد الأموي القديم- ويقع في وسط مدينة عجلون شمال الأردن، ويعود تاريخ بنائه إلى العهد الأيوبي والعهد المملوكي، تم ترميمه مؤخرًا في عهد الملك عبد الله الثاني بن الحسين.

## وصفه
المسجد يأخذ شكل المستطيل من الشرق إلى الغرب، بمساحة حوالي 600 مترًا مربعًا، بطول حوالي 30 مترًا وعرض حوالي 20 مترًا، له ثلاثة أبواب رئيسية في جهة الشرق، والتي تُطل على ساحة تؤدي إلى أماكن وضوء ومُصلى للنساء حديث. وفي الواجهة الشمالية في داخل المسجد ثلاث خلوات لعلها تستخدم للمعتكفين خاصة وقد تكون دوراً للقرآن أو مدرسة شرعية على هيئة الكتاتيب القديمة.

## تاريخه
يعود تاريخ بناء المسجد للعهد الأيوبي، حيثُ أمر الملك الصالح نجم الدين أيوب ببنائه سنة 645 هـ الموافق 1247. وفي العهد المملوكي، قام السلطان الظاهر بيبرس سنة 661 هـ الموافق 1263 ببناء مئذنة له في زاويته الشمالية الشرقية. وقد وُجد نقش مُثبت على بوابة المسجد فيها:  «بسم الله الرحمن الرحيم ﴿إِنَّمَا يَعْمُرُ مَسَاجِدَ اللَّهِ مَنْ آمَنَ بِاللَّهِ وَالْيَوْمِ الْآخِرِ وَأَقَامَ الصَّلَاةَ وَآتَى الزَّكَاةَ وَلَمْ يَخْشَ إِلَّا اللَّهَ فَعَسَى أُولَئِكَ أَنْ يَكُونُوا مِنَ الْمُهْتَدِينَ﴾ التوبة، 18. هذا ما أنشأ وأعمر العبد الفقير إلى رحمته الراجي عفوه وغفرانه عمر بن دعماش بن يوسف الحميدي؛ المالكي الصالحي والنجمي، في أيام مولانا السلطان الملك الصالح؛ أبو المكارم نجم الدين والدنيا أيوب السلطان بن الملك الكامل محمد بن السلطان الملك العادل؛ أبو بكر بن أيوب بن خليل أمير المؤمنين، جمع الملك خير الدنيا والآخرة وذلك في العشر الأخيرة من شهر جمادى الآخرة المبارك سنة خمس وأربعين وستمائة».
وفي زمن السلطان الناصر محمد بن قلاوون عام 728 هـ الموافق 1328، تهدّم أجزاء من المسجد منها الرواق القِبلي والباب الشرقي والمطهرة والأوقاف التابعة للمسجد بسبب سيل جارف، فتم إعادة بناء ما تم هدمه يأمر من نائب دمشق آنذاك. وتشير بعض المصادر إلى أن المسجد زمن الناصر محمد بن قلاوون كان يحوي مدرسة على غرار المدارس المُلحَقة بالمساجد في الشام والقدس وتسمى بالمدرسة اليقينية وهي داخله ضمن المسجد في المنطقة الشمالية الشرقية.
وفي عهد الملك الحسين بن طلال تم إعادة تأهيل وترميم المسجد من الداخل. ومن ثمّ في عهد الملك عبد الله الثاني بن الحسين في عام 2014 توسعت عمليات التأهيل للمسجد لتشمل أعمال إعادة تأهيل كاملة وتوسيع للمسجد، وكذلك إنشاء مبنى خدمات ملحق بالمسجد يشمل مرافق صحية ومتوضأ للرجال ومصلى للنساء، وتبليط وتحسين ساحات المسجد وربطها مع المنطقة العلوية المحيطة به، وتعديل مدخل الأدراج بُني هذا المسجد في عهد **الملك الصالح نجم الدين أيوب** 

## معرض الصور

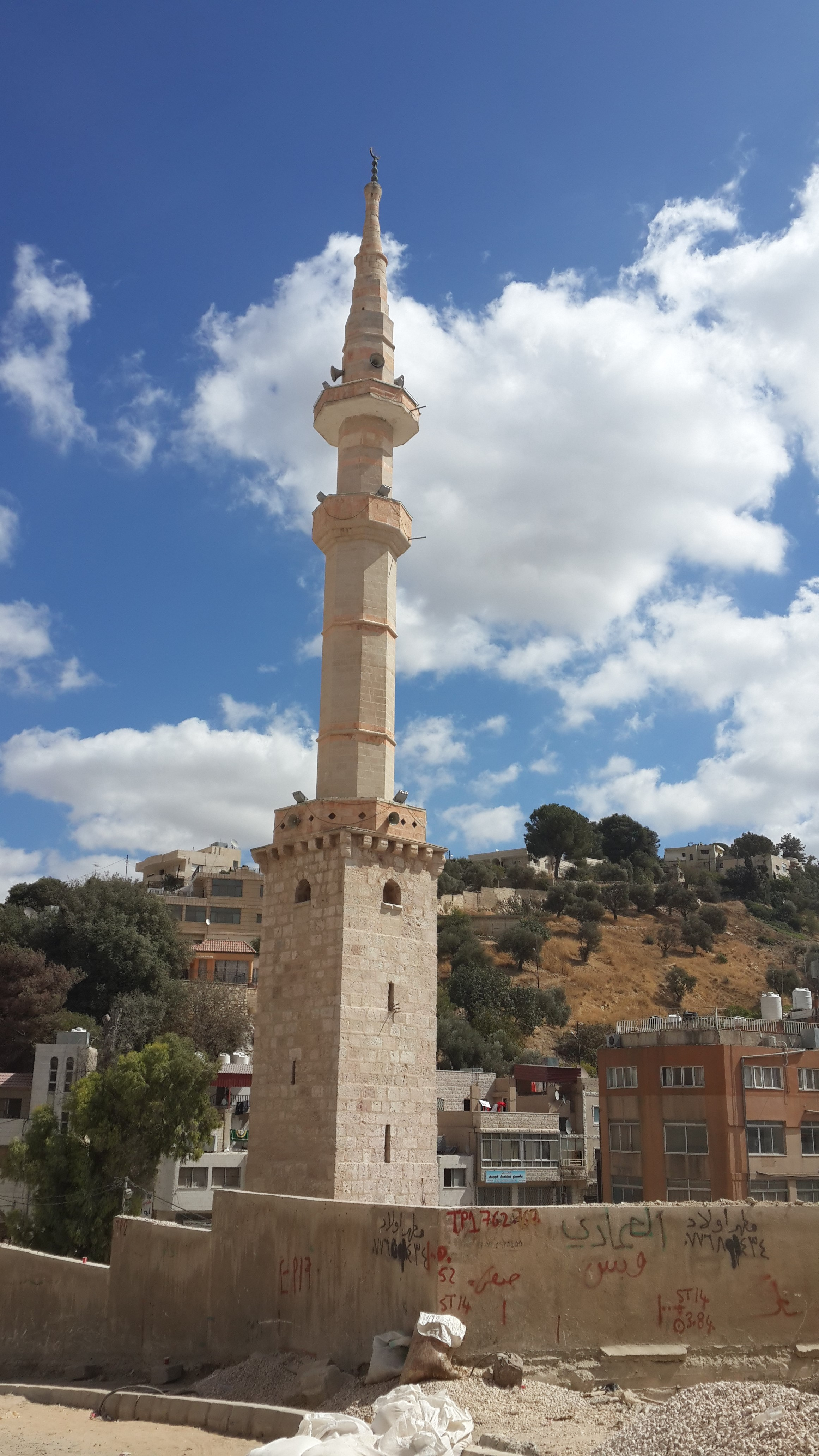
مئذنة المسجد
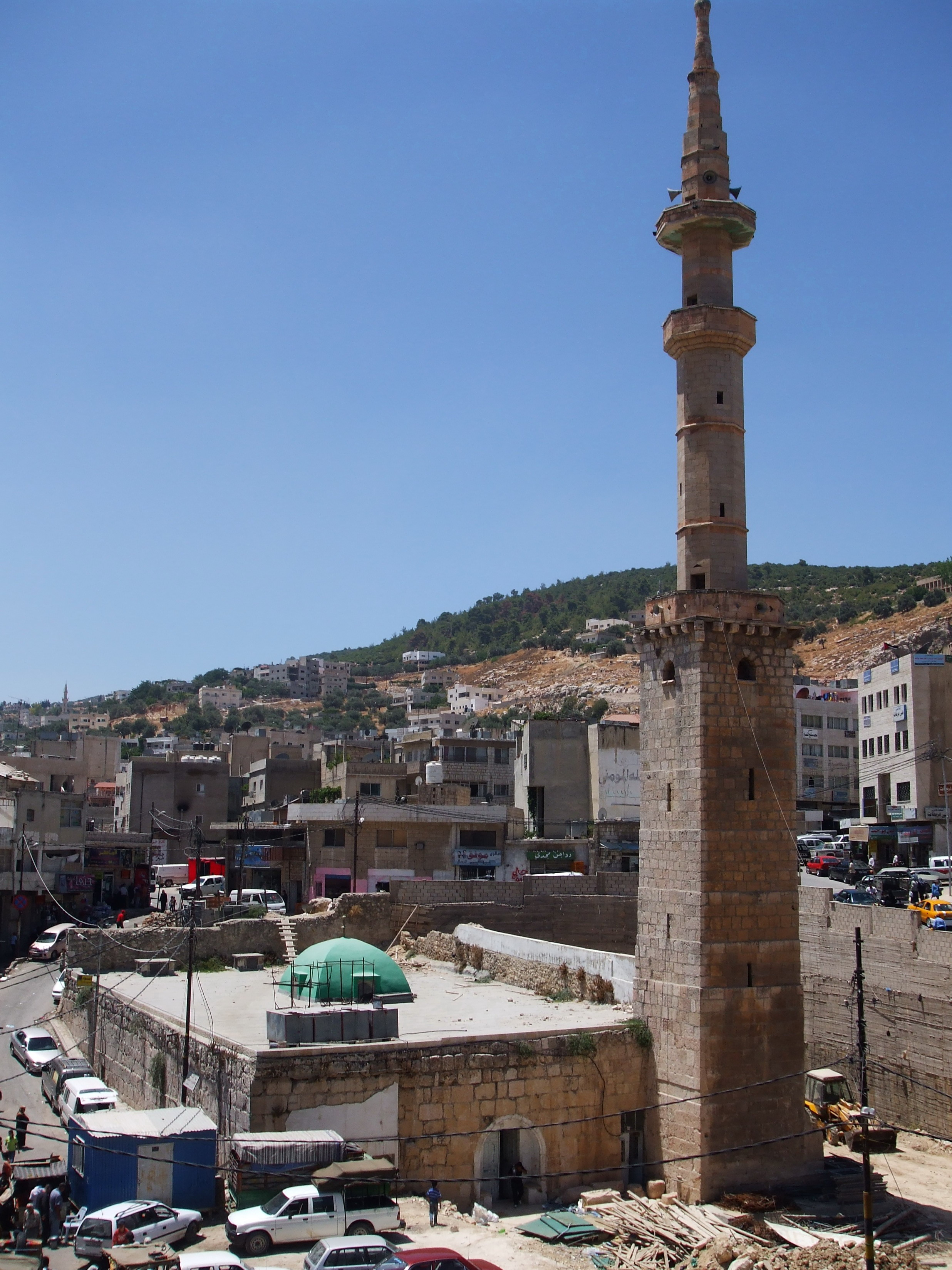
المسجد قبل عمليات إعادة التأهيل الأخيرة
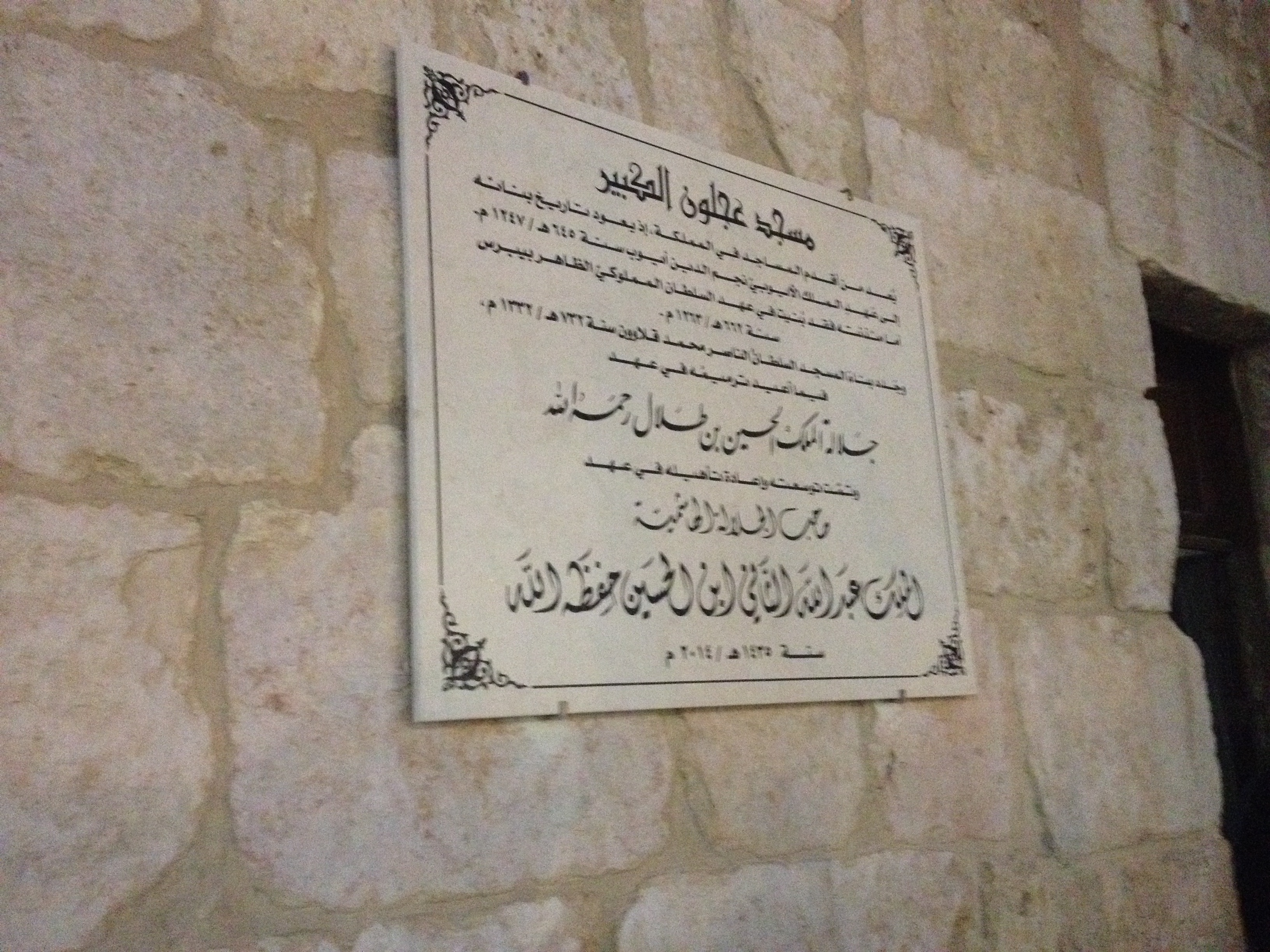
لافتة توضح تاريخ المسجد

## اقرأ أيضًا
- المسجد الحسيني.
- المسجد الأموي في جرش.
- الوقف في الأردن
- مسجد لستب الأثري.
- مقام البعاج